# Dawn (Missouri)
Dawn – jednostka osadnicza w Stanach Zjednoczonych, w stanie Missouri, w hrabstwie Livingston.